# Zondervan
Zondervan is een achternaam van Nederlandse oorsprong.

## Oorsprong
De naam is ontstaan bij de verplichte naamsaanneming van 1811. Voordat iedere burger wettelijk een naam moest vastleggen, droeg al een aanzienlijk deel van de bevolking van Nederland een achternaam of toenaam, om zo twee Jacobs of twee Jannen uit elkaar te kunnen houden. Veel van deze namen begonnen en beginnen met het voorvoegsel ‘van’; zóveel zelfs dat men achternamen kortweg ‘een van’ ging noemen.
Dit leidde ertoe dat sommige mensen in Noord-Nederland die in 1811 nog geen achternaam hadden, onafhankelijk van elkaar, bij hun inschrijving voor Zondervan kozen, oftewel zonder achternaam.

## Aantallen naamdragers

### Nederland
In 2007 droegen 1314 inwoners van Nederland de naam Zondervan. De grootste concentratie woonde toen in Waterland met 0,37% van de bevolking daar. Verder kwam de naam vooral veel voor in Friesland, wat in 1947 ook al zo was.

### België
In België kwam de naam in 2008 slechts 6 keer voor. In 1998 kwam de naam nog helemaal niet voor. De grootste concentratie naamdragers woont in Hoogstraten.

## Nederlandse personen
- Henri Zondervan (1864 - 1942), auteur
- Peter Zondervan (1938), beeldend kunstenaar
- Romeo Zondervan (1959), voetballer
- Kenrick Zondervan (1985), basketballer

## Verenigde Staten
Twee Amerikaanse broers van Nederlandse afkomst, Pat en Bernie Zondervan, richtten in 1931 in Michigan de uitgeverij Zondervan op. Deze specialiseerde zich in christelijke lectuur, waaronder bijbels.